# Louise Otto-Peters
Louise Otto-Peters (ur. 26 marca 1819 w Miśni, zm. 13 marca 1895 w Lipsku) – niemiecka dziennikarka, feministka, poetka i pisarka. Pisała pod pseudonimem Otto Stern. Uznawana za założycielkę zorganizowanego ruchu feministycznego w Niemczech. Założycielka feministycznego czasopisma Frauen-Zeitung i organizacji Allgemeiner Deutscher Frauenverein, której współprzewodniczącą (wraz z Auguste Schmidt) była do końca życia.